# Socha svatého Václava (Pražský hrad)
Socha svatého Václava stojí v nice na nároží starého proboštství na Pražském hradu ve výši prvního poschodí. Jedná se o velmi kvalitní pískovcovou sochu z roku 1662, jejímž autorem je barokní sochař Jan Jiří Bendl.
Svatý Václav má na hlavě knížecí korunu (čapku s křížem), drží praporec na kopí a ve druhé ruce štít se svatováclavskou orlicí. Jde o jedno ze tří Bendlových zobrazení sv. Václava na volném prostranství v Praze.
Další jsou:
- socha svatého Václava na vinařském sloupu u Křižovnického kostela sv. Františka
- Pomník svatého Václava ve Štulcových sadech na Vyšehradě. Jedná se o kopii původního pomníku svatého Václava, který stál do roku 1879 na Václavském náměstí.